# Sabotage (film 1996)
Sabotage è un film statunitense-canadese del 1996 diretto da Tibor Takács.

## Trama
Tre anni dopo una fallita missione in Bosnia per conto della CIA, Michael Bishop, dopo essere stato ferito gravemente da un tale, di nome Sherwood, è diventato la guardia del corpo di Jeffrey Trent, un importante uomo d'affari che nasconde un'illecita attività di contrabbando internazionale dietro all'organizzazione di voli umanitari per il terzo mondo. Quando Trent viene ucciso all'aeroporto, Bishop, rimasto illeso, viene accusato di complicità dall'FBI.
Nella lotta fratricida tra FBI e CIA, Bishop è infatti solo un capro espiatorio. L'agente verrà aiutato dall'affascinante Louise Castle, e insieme scopriranno che gli autori di tale delitto sono nuovamente Sherwood e un suo complice, il politico Nicholas Tollander.